# أرييل ألفاريز
أرييل ألفاريز (9 مايو 1973 بكوبا - ) هو مدرب كرة قدم ولاعب كرة قدم كوبي في مركز الوسط. شارك مع منتخب كوبا لكرة القدم.

## وصلات خارجية
- أرييل ألفاريز على موقع الاتحاد الدولي (مؤرشف)  (الإنجليزية)
- أرييل ألفاريز على موقع قاعدة بيانات كرة القدم.إي يو (الإنجليزية)
- أرييل ألفاريز على موقع ناشيونال فوتبول تيمز (الإنجليزية)
- أرييل ألفاريز على موقع Soccerway.com (الإنجليزية)